# Batesburg-Leesville
Batesburg-Leesville est une ville située dans les comtés de Lexington et de Saluda, dans l’État de Caroline du Sud, aux États-Unis. Lors du recensement de 2020, elle comptait 5 270 habitants.